# Социалистическа партия (Франция)
Вижте пояснителната страница за други значения на Социалистическа партия.
Социалистическата партия (на френски: Parti socialiste) е лявоцентристка социалдемократическа политическа партия във Франция.
Основана от Франсоа Митеран през 1969 година на мястото на компрометираната Френска секция на работническия интернационал, тя се превръща във водещата лява партия в страната. През 1981 – 1995 година Митеран е президент на Франция, а през 1981 – 1986, 1988 – 1993, 1997 – 2002 и 2012 – 2017 година представители на партията оглавяват и правителството. На 26 септември 2011 година Социалистическата партия печели изборите за Сенат, като си осигурява 175 места от 343 места в Сената. С тази историческа победа социалистите печелят пълно мнозинство в горната камара. През 2012 година кандидатът на партията Франсоа Оланд е избран за президент, след което е съставено правителство на социалистите в коалиция с няколко по-малки партии. На 17 юни 2012 година Социалистическата партия печели 280 от 577 места в Националното събрание, като се превръща в първа политическа сила във Франция.
По идеология бива определяна като социалдемократическа , а в лявоцентристкото пространство е най-голямата партия във Франция. Другата голяма партия в страната е Републиканците (продължител на Съюза за народно движение). СП се ръководи от първия секретар Оливие Фор. Тя е член на Партията на европейските социалисти (ПЕС), Социалистическия интернационал и Прогресивния алианс.